# Ugo Sani
Ugo Sani (Ferrara, 21 settembre 1865 – Roma, 7 gennaio 1945) è stato un generale italiano e senatore del Regno che, durante la prima guerra mondiale, comandò la Brigata Pinerolo, la 9ª Divisione fanteria, il XIII Corpo d'Armata, il III Corpo d'Armata e il IV Corpo d'Armata. Venne decorato con la Croce di Commendatore dell'Ordine militare di Savoia, con due Medaglie d'argento al valor militare e il titolo di Cavaliere di Gran Croce dell'Ordine dei Santi Maurizio e Lazzaro.

## Biografia
Nacque a Ferrara il 21 settembre 1865, figlio di Giulio e Carolina Navarra, all'interno di una famiglia nobile con una antica tradizione militare. Frequentò i primi anni di scuola nella sua città natale e poi, dal 1883 al 1885, la Regia Accademia di Fanteria e Cavalleria di Modena, da cui uscì con il grado di sottotenente assegnato all'arma di cavalleria. La sua prima nomina fu al 10º Reggimento "Lancieri di Vittorio Emanuele II".
Fra il 1889 e il 1898 frequentò dapprima la scuola di cavalleria e poi la scuola di guerra del Regio Esercito. Nel 1894 sposò la nobile Eugenia Morelli, dalla quale ebbe tre figli: Emanuele (1897-1918), Giovanni (1900-1929) e Maria Consolata (1906-?). Nel 1902, con il grado di capitano, prestò servizio presso lo Stato maggiore e nel 1903 presso il I Corpo d'armata.
Dopo altri incarichi e promozioni, nel febbraio 1914 fu assegnato, con il grado di colonnello, all'ispettorato di cavalleria nel ruolo di capo ufficio.

### La prima guerra mondiale
Con l'entrata in guerra dell'Regno d'Italia il 24 maggio 1915, fu trasferito in zona di guerra. Più tardi si lamentò del lento avanzamento e che la cavalleria non veniva utilizzata per l'inseguimento delle forze esigue schierate dal nemico all'inizio della guerra. Dopo la sua richiesta di trasferimento ad una unità impegnata sul fronte, nel maggio 1916 assunse il comando alla Brigata fanteria "Pinerolo", schierata sul fronte del Carso triestino. Un mese dopo seguì la promozione a maggior generale. Nella "Pinerolo" si distinse sia per il suo ruolo in prima linea sia per la presa di posizione per i suoi subalterni nei confronti di comandanti superiori. Fu premiato per la occupazione della quota 70 vicino a Doberdò con la Croce di Cavaliere dell'Ordine militare di Savoia. Nel 1916 fu decorato anche con due Medaglie d'argento al valor militare.
Nel maggio 1917 rimase ferito leggermente da uno shrapnel e il mese successivo fu trasferito al comando della 9ª Divisione di fanteria e poi, a settembre dello stesso anno, al XIII Corpo d'armata. Dopo la battaglia di Caporetto e il successivo ripiegamento sul Piave, il suo Corpo d'armata occupò la linea di difesa fra Zenson di Piave e Fagarè. Lì respinse tutti gli attacchi dell'esercito austro-ungarico, conquistò alla fine le teste di ponte dell'avversario sulla riva occidentale del fiume e obbligò l'imperial-regio esercito a schierarsi solo sulla riva orientale del Piave. Per questo ricette la Croce di Ufficiale dell'Ordine militare di Savoia.
Nella primavera del 1918 fu trasferito, insieme al XIII Corpo d'armata, sull'altopiano di Asiago. Lì bloccò i tentativi di sfondamento della 11ª Armata austro-ungarica attraverso la Val Frenzela. In giugno fu promosso tenente generale e premiato con la Croce di Commendatore dell'Ordine della Corona d'Italia.

### Nel dopoguerra
Nel mese di novembre 1918 fu nominato comandante militare di Ferrara e in tale veste visitò, su incarico del Comando supremo, i campi di raccolta degli ex prigionieri italiani riportati in Italia dopo la fine della guerra. Nei suoi rapporti sottolineò la lentezza del ritorno organizzato e il malfunzionamento dei campi allestiti.
Il 5 gennaio 1919 fu assegnato al comando del III Corpo d'armata, che si trovava in quel momento a Merano, non ancora annessa al Regno d'Italia. Cinque giorni dopo il III Corpo d'armata fu trasferito a Innsbruck ed assunse il comando delle truppe di occupazione nel Tirolo settentrionale, sostituendo il precedente comandante, generale Annibale Roffi. Il suo incarico nella città tirolese durò fino al settembre dello stesso anno senza particolari problemi. Si lamentò solo che la stampa austriaca criticava troppo l'occupazione italiana, ma Guglielmo Pecori Giraldi, il governatore militare di Trento e suo diretto superiore, gli negò ogni azione in confronto.
Dopo il suo incarico in Austria, ritornò in Italia a Bologna a capo del IV Corpo d'armata. Nel dicembre 1919 gli fu conferita la Croce di Commendatore dell'Ordine dei Santi Maurizio e Lazzaro. A Bologna rimase fino al 1926. In quel periodo dovette affrontare come comandante militare della città l'occupazione degli uffici pubblici, avvenuta nel 1922 da parte delle milizie fasciste. Da una parte si oppose all'occupazione degli uffici sotto il suo controllo, dall'altra sottolineò più tardi che l'opposizione non fu ostile e senza impegno di armi.
Nel 1927 si iscrisse al Partito Nazionale Fascista, lasciando il servizio attivo nel corso del 1931 dopo altri incarichi, anche presso il Ministero della Guerra. Di seguito gli fu concessa la Croce di Grande Ufficiale dell'Ordine dei Santi Maurizio e Lazzaro, quella di Grande Ufficiale dell'Ordine della Corona d'Italia nel 1932 e il titolo di Cavaliere di Gran Croce dell'Ordine dei Santi Maurizio e Lazzaro nel 1938.
Nel 1933 fu nominato Senatore del Regno. In tale veste fu membro di varie commissioni e dal 23 maggio 1941 al 5 agosto 1943 Segretario della commissione delle Forze Armate. Dopo la caduta del fascismo fu accusato dalla Alta Corte di Giustizia per le Sanzioni contro il Fascismo di aver contribuito al mantenimento del regime fascista, di aver reso possibile la guerra e di aver approvato leggi che minassero le libertà. Nel novembre 1944 la corte lo dichiarò decaduto dalla carica di senatore.
Morì a Roma poche settimane dopo, il 7 gennaio 1945.

## Pubblicazioni
- Il soldato italiano attraverso la grande guerra, Tip. del Comando 8. divisione di fanteria, Bologna 1921.
- La condotta morale della truppa nella grande guerra: memorie di un generale di Corpo d'armata, SATE, Ferrara 1934.
- XIII Corpo d’Armata: 1915-1918: non dimenticare, Stagi Conti & C, Livorno, 1919.

### Annotazioni
1. ↑  Fu Membro della Commissione per l'esame dei disegni di legge per la conversione dei decreti-legge (22 settembre 1937-2 marzo 1939); Membro della Commissione degli affari dell'Africa italiana (17 aprile 1939-28 gennaio 1940); Membro della Commissione delle Forze armate (17 aprile 1939-23 maggio 1941) e Segretario della Commissione delle Forze Armate (23 maggio 1941-5 agosto 1943).

### Fonti
1. 1 2 3 4 5   Fascicolo personale del senatore (PDF), su senato.it. URL consultato il 28 novembre 2017 (archiviato dall'url originale il 25 marzo 2016).
2. 1 2 3 4 5 6 7 8 9  Noi Alpini.
3. 1 2 3 4  Pico Cavalieri.
4. ↑  Pasquali 2007, p. 113.
5. ↑  Montella 2008, p. 58.
6. ↑  Pupo, Di Michele 2014, p. 64.
7. ↑   Recensione del libro "La Marcia su Roma", su ricerca.repubblica.it. URL consultato il 28 novembre 2017.
8. 1 2 3  Sito web del Quirinale: dettaglio decorato.
9. ↑  Supplemento ordinario alla Gazzetta Ufficiale del Regno d'Italia n.250 del 2 novembre 1938, pag.10.